# Tabanus budda
Tabanus budda är en tvåvingeart som beskrevs av Josef Aloizievitsch Portschinsky 1887. Tabanus budda ingår i släktet Tabanus och familjen bromsar. Inga underarter finns listade i Catalogue of Life.